# Altusried
Altusried est une commune de Bavière (Allemagne), située dans l'arrondissement d'Oberallgäu, dans le district de Souabe.

## Monument
- Kalden